# Ilsbo kyrka
Ilsbo kyrka är församlingskyrka i Bergsjö församling i Uppsala stift. Den ligger på en sandås mitt i samhället Ilsbo.

## Kyrkobyggnaden
Nuvarande stenkyrka har en föregångare som uppfördes vid mitten av 1300-talet tillsammans med en klockstapel. Åren 1843 - 1846 uppfördes en ny kyrka intill gamla medeltidskyrkan, som raserades strax därefter. Kyrkan består av rektangulärt långhus med utbyggd sakristia i öster och kyrktorn i väster. Ingångar finns i väster samt mitt på långhusets norra och södra långsidor. Exteriören är välbevarad och typisk för byggnadstiden. Väggarna är vitputsade, invändigt såväl som utvändigt, och genombryts av rundbågiga fönster. Ovanför portalerna finns lunettfönster.

## Interiör
Det ljusa kyrkorummet, som i allt väsentligt återstår i ursprungligt skick, domineras av den praktfulla altarpredikstolen, från åren efter kyrkans invigning - en av de få bevarade i landskapet. Altarpredikstolen omges av arkitektoniskt dekorationsmåleri av artisten Albert Blombergsson. Läktarunderbyggnaden är från omkring 1990.

## Inventarier
- Ett krucifix härstammar från 1300-talet.
- Ett altarskåp från senmedeltiden är placerat vid södra väggen.

### Orgel
- 1858-1859 byggde Daniel Björkstrand, Alfta en orgel med 8 stämmor. Orgeln ligger magasinerad i kyrkans tornvind.
- Kyrkans nuvarande orgel har 16 stämmor och är byggd 1924 av orgelfirman Gebrüder Rieger, Jägerndorf, Tjeckoslovakien. Orgeln är pneumatisk med kägerllådor. Tonomfånget är på 56/30. Den har två fria kombinationer, 3 fasta kombinationer, registersvällare och automatisk pedalväxling. Fasaden är från 1858 års orgel med pipattrapper av bronserade trästavar.

| Huvudverk I   | Svällverk II        | Pedal      | Koppel   |
| Principal 8´  | Bourdon 16´         | Violon 16´ | I/P      |
| Salicional 8' | Violin Principal 8' | Subbas 16' | II/P     |
| Bourdon 8'    | Viola di Gamba 8'   | Cello 8'   | II/I     |
| Oktave 4'     | Aeolin 8'           |            | II 4'/I  |
|               | Voix céleste 8'     |            | II 16'/I |
|               | Hålflöjt 8'         |            |          |
|               | Rörflöjt 4'         |            |          |
|               | Fernflöjt 2'        |            |          |
|               | Mixtur 4 chor       |            |          |
|               | Crescendosvällare   |            |          |

### Webbkällor
- anläggningspresentation
- Wikimedia Commons har media som rör Ilsbo kyrka.